# Салих Мустафа
Салих Мустафа (алб. Salih Mustafa; Приштина, 1. јануар 1972) албански је војни командант терористичке Ослободилачке војске Косова (ОВК). Дана 12. јуна 2020. године пребачен је у Косовска специјализована већа и Канцеларија специјалног тужилаштва због опужнице за „произвољно затварање… окрутно поступање… мучење… и убиство” цивила током рата на Косову и Метохији 1999. године, посебно за наређивање мучења затвореника у логору у Залашу. Суђење је почело 15. септембра 2021. и прво је саслушање у Косовским специјализованим већима. На суђењу су сведочили и сведоци које је Мустафа мучио или наредио њихово мучење.

## Биографија
Рођен је 1. јануара 1972. године у Приштини, у тадашњој Социјалистичкој Републици Србији. Завршио је студије економије, а након завршетка рата на Косову и Метохији радио је као саветник у Министарству одбране Косова.

## Злочини
Током рата на Косову и Метохији, служио је у редовима Ослободилачке војске Косова (ОВК) као командант терористичке јединице која је деловала у Лабском пољу. Године 2021. оптужен је за ратне злочине за дела почињена над цивилима заточеним у логору у Злашу током априла 1999. године.
У децембру 2022. осуђен је на 26 година затвора због убиства једне и тешког злостављања још шест особа.